# Sormeh
Sormeh (persiska: سُرمِه, سرمه) är en ort i Iran.   Den ligger i provinsen Lorestan, i den västra delen av landet, 400 km sydväst om huvudstaden Teheran. Sormeh ligger 1 577 meter över havet och antalet invånare är 356.
Terrängen runt Sormeh är huvudsakligen kuperad, men åt sydost är den bergig. Runt Sormeh är det ganska tätbefolkat, med 56 invånare per kvadratkilometer. Närmaste större samhälle är Kahrīz, 10,3 km öster om Sormeh. Omgivningarna runt Sormeh är i huvudsak ett öppet busklandskap.